# Nghĩa Phương
Nghĩa Phương là một xã thuộc tỉnh Bắc Ninh, Việt Nam.

## Địa lý
Xã Nghĩa Phương có vị trí địa lý:
- Phía đông giáp xã Trường Sơn
- Phía tây giáp xã Bắc Lũng
- Phía nam giáp xã Cẩm Lý và phường Nguyễn Trãi, thành phố Hải Phòng
- Phía bắc giáp phường Phượng Sơn và xã Lục Nam.

Xã Nghĩa Phương có diện tích 88,32 km², dân số 27.830 người, mật độ dân số đạt 315 người/km².

## Lịch sử
Ngày 16 tháng 6 năm 2025, Ủy ban Thường vụ Quốc hội ban hành Nghị quyết số 1658/NQ-UBTVQH15 của UBTVQH về việc sắp xếp các đơn vị hành chính cấp xã của tỉnh Bắc Ninh năm 2025. Theo đó, sắp xếp toàn bộ diện tích tự nhiên, quy mô dân số của các xã Trường Giang, Huyền Sơn và Nghĩa Phương thành xã mới có tên gọi là xã Nghĩa Phương.